# Årets körledare
El premio Årets körledare (traducido del sueco como «director de coro del año») se otorga anualmente en colaboración entre la Asociación Sueca de Directores de Orquesta y la fundación de Inge e Einar Rosenborg para la música sueca y consiste en un premio en metálico es de 50 000 coronas. 

## Lista de destinatarios
- 1986 - Eric Ericson, Estocolmo (premio especial) y Bo Johansson, Estocolmo
- 1987 - Gösta Ohlin, Gotemburgo
- 1988 - Gunnar Eriksson, Gotemburgo
- 1989 - Anders Lindström, Rättvik
- 1990 - Christian Ljunggren, Estocolmo
- 1991 - Eva Svanholm Bohlin, Lund
- 1992 - Lars Smedlund y Sångensemblen Amanda, Gotemburgo
- 1993 - Robert Sund, Uppsala
- 1994 - Anders Öhrwall, Estocolmo
- 1995 - Dan-Olof Stenlund, Malmö
- 1996 - Gustaf Sjökvist, Estocolmo
- 1997 - Johan Magnus Sjöberg, Lund
- 1998 - Agneta Sköld, Västerås
- 1999 - Erik Westberg, Piteå
- 2000 - Fred Sjöberg, Örebro
- 2001 - Solvieg Ågren, Örebro
- 2002 - Stefan Parkman, Uppsala
- 2003 - Hans Lundgren, Linköping
- 2004 - Kella Næslund, Västerås
- 2005 - Gary Graden, Estocolmo
- 2006 - Kjell Lönnå (Premio Aniversario) y Karin Eklundh, Uppsala
- 2007 - Ingemar Månsson, Lund
- 2008 - Lone Larsen, Estocolmo
- 2009 - Cecilia Rydinger Alin, Estocolmo
- 2010 - Anders Eby, Estocolmo
- 2011 - Ove Gotting, Jönköping
- 2012 - Stig Sandlund, Piteå
- 2013 - Leif Åkesson, Skellefteå
- 2014 - Mats Nilsson, Estocolmo
- 2015 - Jan Yngwe, Gotemburgo
- 2016 - Marie J:son Lindh Nordenmalm, Nora[1]
- 2017 - Helene Stureborg, Estocolmo[2]
- 2018 - Alexander Einarsson, Malmö [3]